# Oblężenie Akwilei
Oblężenie Akwilei – działania zbrojne prowadzone w roku 238 n.e. między wojskami cesarza Maksymina Traka a wojskami reprezentującymi wyznaczonych przez senat cesarzy Balbina i Pupiena.
Na wiadomość o objęciu rządów przez Balbina i Pupiena w Rzymie, skierował się tam na czele swych wojsk cesarz Maksymin Trak. Liczyły one ok. 40 000 ludzi i składały się z legionów panońskich oraz pomocniczych oddziałów germańskich. Po przejściu Alp armia ta podeszła pod Akwileję będącą ważnym ośrodkiem gospodarczym i handlowym. Dobrze przygotowane do obrony miasto otoczone było mocnymi murami, a jego obroną dowodzili byli konsulowie Kryspinus oraz Tuliusz Menofilus.
Pierwszy atak straży przedniej Maksymina na miasto został odparty. Po dotarciu pod Akwileję głównych sił przystąpiono do regularnego oblężenia. Kolejne szturmy z użyciem machin oblężniczych zakończyły się jednak niepowodzeniem. Obrońcy, którzy odrzucili propozycje poddania miasta, obrzucali atakujących kamieniami i wylewali na przeciwnika rozgrzaną smołę, zadając mu wielkie straty. Przeciągające się oblężenie działało coraz bardziej zniechęcająco na wojsko Maksymina, któremu zaczęło brakować broni oraz żywności i wody. Sytuację komplikowała też obecność wojsk cesarza Pupiena, który zablokował wszystkie trakty prowadzące do Rzymu. Doprowadziło to ostatecznie do buntu części żołnierzy, którzy w maju 238 zamordowali Maksymina oraz jego syna Maksymusa (ustanowionego wcześniej cezarem), posyłając ich głowy do Rzymu. Śmierć Maksymina umożliwiła triumfalny wjazd Pupiena do Akwilei, wymuszając kapitulację oddziałów przeciwnika.